# Constitution de la Géorgie
Lire en ligne

Parlement : Traduction en anglais ;
Université de Perpignan (traduction en français) : version de 2013, version de 2006, texte initial

Constitution provisoire (1992)
La Constitution de la Géorgie (en géorgien საქართველოს კონსტიტუცია, sak'art'velos konstitoutsia) est la loi suprême de Géorgie. Approuvée par le Parlement géorgien le 24 août 1995, elle entre en vigueur le 17 octobre de la même année et remplace le décret sur le pouvoir de l'État de novembre 1992, qui servait de constitution provisoire.

## Histoire constitutionnelle de la Géorgie

### 1921: République démocratique de Géorgie
L'Assemblée constituante de Géorgie est élue en février 1919 pour ratifier l'Acte de l'indépendance de la République démocratique de Géorgie et adopter la Constitution de 1921. L'assemblée reste active jusqu'à l'invasion militaire de la Russie soviétique qui met un terme à trois ans d'indépendance de la Géorgie.

### 1978 et 1990: République socialiste soviétique de Géorgie, puis Géorgie
En 1989-1990, la Constitution de la RSS de Géorgie de 1978, elle-même fondée sur la Constitution de l'Union soviétique de 1977, est amendée afin de permettre l'ouverture démocratique et l'organisation d'élections libres. En novembre 1990, celles-ci portent au pouvoir Zviad Gamsakhourdia et ses partisans. Le premier parlement post-communiste procède alors à de profondes modifications de la Constitution de 1978. 
En février 1992, après la chute de Gamsakhourdia, la Constitution géorgienne du 21 février 1921 est officiellement rétablie par Djaba Iosseliani et Tenguiz Kitovani, deux des trois dirigeants du Conseil militaire gouvernant alors le pays. En novembre de la même année, le gouvernement fait adopter le décret sur le pouvoir de l'État qui régit le fonctionnement provisoire des institutions du pays.
En février 1993, Edouard Chevardnadze, chef de l'État de transition, propose la formation d'une commission constitutionnelle afin de procéder à une importante révision de la Constitution de 1921 dont certaines dispositions ne peuvent être maintenues en l'état. Deux ans plus tard, le Parlement adopte le nouveau texte le 24 août 1995 qui est promulgué le 17 octobre suivant.

## Révision de 2004
Après la victoire de Mikheil Saakachvili à l'élection présidentielle de 2004, le Parlement procède à une révision qui donne des pouvoirs élargis au président de la Géorgie en matière de dissolution du Parlement et créé un poste de Premier ministre.

## Révision de 2010
Le 15 octobre 2010, le Parlement adopte par 112 voix, cinq amendements majeurs à la Constitution qui visent à réduire significativement les pouvoirs du prochain président au profit du Premier ministre et du gouvernement. Cette réforme entre en vigueur le 17 novembre 2013, jour de l'investiture de Guiorgui Margvelachvili, vainqueur de l'élection présidentielle du mois d'octobre.

## Révision de 2017-2018
Cette révision instaure, entre autres, l'élection du président au scrutin indirect.

## Compléments